# Stagnicola traski
Stagnicola traski е вид охлюв от семейство Lymnaeidae. Видът не е застрашен от изчезване.

## Разпространение
Разпространен е в Канада (Албърта) и САЩ (Айдахо, Вашингтон, Калифорния, Монтана, Уайоминг и Юта).